# Finnskogsleden i Hälsingland
Finnskogsleden i Hälsingland är en rundvandringsled i Hälsingland. Leden är 35 km lång med start och mål i byn Annefors, cirka 25 km sydväst om Bollnäs, Bollnäs kommun och den går i bland annat Alfta finnskog. Alfta finnskog är ett av flera områden i landet, där invandrare från Finland slog sig ned på 1600-talet. Invandrarna var bönder som ägnade sig åt svedjebruk. Leden är kuperad med stora höjdskillnader, flera av bergen efter vandringsleden är över 400 meter över havet, Storåsen är 475 meter över havet. Vandraren upplever sköna vyer med vildmarkskänsla och kultur när man går leden. Efter leden finns en nyuppförd skogshuggarmiljö och en kolamiljö. Det finns 25 informationstavlor med fakta om platser och sevärdheter.

## Övernattningsmöjligheter
En kolarkoja vid utgångspunkten i Annefors. En eldpallkoja vid Nästaberg i skogshuggarmiljön. I kolarmiljön vid Gryssjön finns två kolakojor. En kolarkoja väster om Sågtjärn. Kojorna är utrustade med enkla träbritsar. 

## Rastplatser med vindskydd
Vid leden finns nio vindskydd med eldstäder. 

## Fiske
Det finns möjlighet att fiska i sjöar och småtjärnar. Där finns gädda och abborre, i någon av tjärnarna finns öring. Om man vill fiska när man går leden måste man köpa fiskekort.

## Fäbodar
Finnskogleden passerar fem gamla fäbodar. Östra Öjungsbo, Ymmeråsen, Grannäs, Jönsbo och Fjälbo.